# Tiaricodon coeruleus
Tiaricodon coeruleus är en nässeldjursart som beskrevs av Browne 1902. Tiaricodon coeruleus ingår i släktet Tiaricodon och familjen Eudendriidae. Inga underarter finns listade i Catalogue of Life.